# 3기 SK가스배 신예프로10걸전
3기 SK가스배 신예프로10걸전은 한국기원이 주관하고 경향신문이 주최하여 본원 소속 만 25세 이하 5단 이하 전문기사로 참가한 신예 기전이다. 결승에서는 목진석 四단이 원성진 二단을 2:0으로 꺾고 완봉승하며 우승을 차지했다.

## 순위결정전
| 최종 순위전 | A조         | 전적 | 전적 | B조         |
| ----------- | ----------- | ---- | ---- | ----------- |
| 결승 3번기  | 원성진 二단 | 0    | 2    | 목진석 四단 |
| 3~4위전     | 강지성 三단 | 승   | 패   | 김성룡 六단 |
| 5~6위전     | 이현욱 四단 | 승   | 패   | 안달훈 三단 |
| 7~8위전     | 이정우 三단 | 승   | 패   | 김광식 三단 |
| 9~10위전    | 이성재 五단 | 패   | 승   | 양건 四단   |

### 대국 결과
| 대진     | 연도   | 대국일자 | 승자        | 패자        | 결과             | 기보 |
| -------- | ------ | -------- | ----------- | ----------- | ---------------- | ---- |
| 9~10위전 | 1999년 | 8월 18일 | 양건 四단   | 이성재 五단 | 182수 백 불계승  |      |
| 7~8위전  | 1999년 | 8월 19일 | 이정우 三단 | 김광식 三단 | 202수 백 불계승  |      |
| 5~6위전  | 1999년 | 8월 27일 | 안달훈 三단 | 이현욱 四단 | 163수 흑 불계승  |      |
| 3~4위전  | 1999년 | 9월 1일  | 김성룡 六단 | 강지성 三단 | 243수 흑 불계승  |      |
| 결승 1국 | 1999년 | 9월 1일  | 목진석 四단 | 원성진 二단 | 167수 흑 불계승  |      |
| 결승 2국 | 1999년 | 9월 15일 | 목진석 四단 | 원성진 二단 | 239수 백 5집반승 |      |
| 결승 3국 | 1999년 | 월 일    |             |             |                  |      |